# Georg von Rolshausen
Georg Carl Freiherr von Rolshausen (* 11. August 1795 in Ockstadt; † 27. Oktober 1868 in Linz am Rhein) war ein deutscher Rittergutsbesitzer und Politiker aus dem Adelsgeschlecht Rolshausen.

## Leben
Von Rolshausen war der Sohn des königlich preußischen Kammerherren Maximilian Felix von Rolshausen (getauft 23. Februar 1764 in Türnich; † 27. September 1819 ebenda) und dessen Ehefrau Maria Anna Friederike Katharina Margarethe Reichsfreiin von Franckenstein zu Ockstadt (getauft 20. März 1772 in Würzburg; † 24. August 1835 in Türnich). Er war katholisch und heiratete am 7. Juli 1818 in Ullstadt Franziska Walburga Reichsfreiin von und zu Franckenstein (getauft 21. März 1800 in Würzburg; † 23. Februar 1872 in Linz am Rhein). Die preußische Adelsanerkennung des Freiherrenstandes datiert vom 6. Februar 1827.
Von Rolshausen lebte als Rittergutsbesitzer auf Schloss Türnich. 1832 erwarb er noch Anteile an Burg Nothberg und Bettendorf. 1846 verkaufte er Nothberg, 1850 verkaufte er Schloss Türnich.
Nachdem 1826 der Provinziallandtag der Rheinprovinz eingerichtet wurde, wurde er 1826 zum Abgeordneten im Stand der Ritterschaft gewählt und nahm das Mandat bis 1833 wahr. Auf den Landtagen 1837 und 1841 war er jeweils verhindert. 1848 war er Mitunterzeichner einer Petition des Adels an die Preußische Nationalversammlung „die Sicherstellung seines Fortbestehens betreffend“. Er war Mitglied des Kunstvereins für die Rheinlande und Westfalen.